# José Añón
José Añón Canedo (Laracha,? - Montevideo, 11 de julio de 1975) fue un empresario y emprendedor español, radicado en Uruguay. Conocido por ser uno de los fundadores de dos de las empresas más importantes de transporte de Uruguay,  la Organización Nacional de Autobuses, y de la Compañía Uruguaya del Transporte Colectivo, de la cual fue presidente. Ejerció también la Presidencia del Club Nacional de Football.

## Trayectoria
Originario de La Coruña, en los años treinta, debido al triunfo franquista en España, decidió emigrar de muy joven al Uruguay en donde comenzaría a trabajar en un tambo ubicado en la calle Guayabos y Minas en el departamento de Montevideo. 
En los años veinte comienza a trabajar como chofer de autobuses y al tiempo se convierte en propietario de una unidad. En 1927 decide  afiliarse al Centro de Propietarios de Ómnibus, una institución con fines gremiales, de la cual en poco tiempo se transformaría en dirigente, presidente y líder indiscutido.Al frente de la misma, Añon sería uno de los principales promotores  para la constitución de una cooperativa y sociedad que nuclease a todos los propietarios de ómnibus de la capital. Dichas  intenciones se ven constituidas durante una asamblea del centro de propietarios celebrada el 13 de mayo de 1937 cuando son finalmente aprobados los estatutos sociales para la conformación de dicha sociedad, los mismos serían redactados por Francisco Panizza, asesor letrado del Centro y concretarían  el nacimiento de la Cooperativa Uruguaya del Transporte Colectivo.
El 12 de agosto de 1937 durante la celebración de una nueva asamblea, al redactarse la integración del nuevo directorio, José Añon se convierte en presidente de la nueva sociedad, la cual inicia sus actividades el 16 de agosto de 1937. Se desempeñaría como presidente de l misma en varias oportunidades.  
El 24 de julio de 1940 junto a otros directivos formarían parte de la conformación de la Organización Nacional de Autobuses, la cual durante mucho tiempo fue una destacada e importante empresa de transporte nacional e internacional. Formó parte de la dirección de la mutualista Casa de Galicia y del Centro Republicano Español de Montevideo, como un férreo defensor de la Segunda República Española.
Posteriormente ejercería la presidencia del Club Nacional de Football entre 1955 y 1961 conquistando bajo su mandato un tricampeonato entre 1955 y 1957. Anteriormente se había desempeñado como tesorero de la Comisión Pro Sede Social Propia y como dirigente en varias oportunidades. El 25 de abril de 1957 como presidente inauguró la sede del  Club Nacional de Football de la avenida 8 de octubre 2847. Se coronó campeón del Campeonato Nacional General Artigas, un torneo oficial con la intención de lograr la integración entre los clubes capitalinos con los del interior. También ganó el Torneo Cuadrangular en 1956 y 1958, quedando compartiendo el título en 1955 y 1961. Bajo su mandato Nacional venció a su tradicional rival por primera vez jugando fuera de Uruguay, al ganarle en La Plata, Argentina, el 13 de febrero de 1960 por 4:0 con goles de Gauna, Leone y Almeida por la Copa Gobernador Alende, de la que finalizaría en segunda posición. En ese partido todos los goles fueron convertidos en el primer tiempo y fueron expulsados Gauna (N) y Aguerre (P) a los 35 minutos, y Moreno (N) a los 78.

## Homenajes
En el año 2010 fue inaugurado el edificio y la planta “José Añón” de la Compañía Uruguaya del Transporte Colectivo, ubicada en el barrio Bolívar, sobre la avenida José Pedro Varela.